# その可能性はすでに考えた
『その可能性はすでに考えた』（そのかのうせいはすでにかんがえた）は、井上真偽による日本の推理小説。
2015年9月10日に講談社〈講談社ノベルス〉より書き下ろしで刊行された。ブックデザインは熊谷博人・釜津典之、カバーデザインは坂野公一（welle design）、カバーイラストは丹地陽子が手がけた。
2016年度第16回本格ミステリ大賞候補に選ばれる。「本格ミステリ・ベスト10」2016年版（国内部門）5位、『ミステリが読みたい! 2016年版』（国内編）5位、『このミステリーがすごい!』（2016年 国内編）14位、「週刊文春ミステリーベスト10」（2015年 国内部門）15位、「キノベス！2016」28位など各種ミステリランキングにランクインしている。黄金の本格ミステリー（2016年）に選出されている。
井上は「本作のミステリ的なテーマは『否定』である。事件だけでなく、『いかに仮説を否定するか』の部分でもパズラー的な妙味を出したかった」と述べている。
2016年に続編『聖女の毒杯 その可能性はすでに考えた』が刊行された。
2018年2月15日に講談社文庫で文庫化された。

## あらすじ
探偵事務所で上苙とフーリンが話していると若い女性が訪れる。その女性・渡良瀬莉世は自分が人を殺したのかどうか推理してほしいと話し、幼い頃の記憶を語り始めた。
莉世は小学校に入学した直後、母親に連れて行かれ、新宗教団体「血の贖い（アポリュトローシス）」の村で集団生活を始めた。教祖と信者あわせて33人が暮らすその村は、周囲を高い崖に囲まれた山奥の秘境であり、脱出が極めて困難な刑務所のような場所だった。村に暮らす同じ信者の少年・堂仁が優しく接してくれることがうれしく、また〈拝日の祠〉にある祭壇の花や供物を取りかえる巫女の役目をこなす中で、隠れて祠で豚を飼うことで心の支えとしていた。「脱出するときは仔豚も一緒に連れていこう」などと堂仁と話していた折、村を地震が襲う。地震後、滝と川が枯れ、更に教祖は村の唯一の出入り口である〈洞門〉を爆破し塞いでしまう。〈禊〉が行われ、信者全員でお祈りを唱えていた拝殿で頭を伏せた信者の首を教祖が斬り回る姿を目撃し、自分の首が斬られる直前に堂仁に助け出された莉世はやがて気を失い、目覚めたときには祠にいた。その眼前には堂仁の生首と胴体が転がっていた。莉世と堂仁以外の信者は全員外から施錠された拝殿に閉じ込められ、また拝殿の閂は莉世には重くて動かせなかった。
これらの状況から自分が堂仁を殺してしまったのではないか、と考えるようになったという莉世。しかし一方で、堂仁の首を斬ったと思われるギロチンの刃も堂仁の胴体も重く、祠まで運べたはずはないという。当時、彼女は地震で足を骨折し松葉杖とギプスをしていたのだ。
堂仁は首を斬られた後、莉世を抱いて祠まで運んだのではないか。祠まで行く途中、堂仁の首を抱いていたような気がすると話す莉世に、上苙は〈奇蹟〉に違いない、人知の及ぶあらゆる可能性を否定し〈奇蹟〉が成立することを証明すると言い放つ。全ての可能性を否定することなど不可能だという大門老人や、フーリンの知人である中国人美女リーシー、元弟子である少年・八ツ星が提示した仮説をことごとく反証していく上苙だったが……。

## 登場人物
上苙丞（うえおろ じょう）
青髪の探偵。東京都杉並区の南阿佐ケ谷駅の近くに探偵事務所を構える。
姚扶琳（ヤオ フーリン）
上苙に多額の金を貸している中国人美女。
渡良瀬莉世（わたらせ りぜ）
上苙の探偵事務所を訪れた依頼人。
堂仁（ドウニ）
「血の贖い」信者で唯一の少年。脱出を計画していた。
大門（だいもん）
上苙を目の敵にする老人。元検察官。
鯇（あめのうお）
上苙の大学の後輩。
宋儷西（ソン リーシー）
フーリンの昔の仲間。鶴のように細い中国人女性。
灰色男
多くの偽名を使う。スラブ系の風貌。
八ツ星聯（やつほし れん）
小学六年生の少年。かつて上苙の助手を務めていた。
カヴァリエーレ
イタリア人の枢機卿。列聖省の委員の一人であり、ローマ・カトリック教会の次期教皇の座に最も近いと噂される。

## 書評
評論家の遊井かなめは、「いわゆる多重解決ものという意匠を取り入れた作品であり、多重解決にひねりを効かせた意欲的な作品」と評している。小説家の辻真先は、「メフィスト賞を受賞した前作も面白かったが、本作では、さらに旗幟鮮明なロジック合戦が繰り広げられている」と評している。ミステリ評論家の千街晶之は、「多重推理ものの本格に斬新な発想を導入した意欲作」と評している。

## 書誌情報
- 新書判（ノベルズ判）：2015年9月10日発売、講談社ノベルス、ISBN 978-4-06-299055-4
- A6判（文庫本）：2018年2月15日発売、講談社文庫、ISBN 978-4-06-293853-2